# Mariano Falcinelli Antoniacci
Mariano Falcinelli Antoniacci, O.S.B. (Assis, 16 de novembro de 1806 - Roma, 29 de maio de 1874) foi um cardeal e diplomata italiano da Igreja Católica, que serviu como internúncio apostólico no Brasil e núncio apostólico no Império Austro-Húngaro.

## Biografia
Nascido de uma família nobre, seu nome de batismo era Lorenzo Baldassare Luigi e era filho de Giovanni Battista Falcinelli Antoniacci e Aloisia Alessi. Tendo recebido a primeira educação na família, aos dezoito anos ingressou no mosteiro beneditino de San Pietro de Assis; um ano depois, em 18 de dezembro de 1825, faz seus votos solenes na Basílica de São Paulo Extramuros, assumindo, ao ingressar na Congregação Cassinense, o nome de Mariano.
Foi ordenado padre em 13 de junho de 1829, na Arquibasílica de São João de Latrão. Foi leitor de teologia na abadia de São Paulo Extramuros, em 1831 e, depois, mestre dos noviços, em 1834. Foi nomeado prior do mosteiro de Farfa, em 1840 e secretário chanceler de sua ordem, entre 1844 e 1846. Concluiu seu doutorado em teologia e filosofia na Universidade de Florença, em 26 de junho de 1846; nesse mesmo ano, foi eleito abade do mosteiro de San Pietro. Já em 1850, foi eleito abade da abadia de São Paulo Extramuros.
Eleito bispo de Forlì pelo Papa Pio IX em 7 de março de 1853, foi consagrado em 17 de abril do mesmo ano, na Basílica de São Paulo Extramuros, pelo cardeal Gabriele della Genga Sermattei, coadjuvado por Antonio Ligi-Bussi, O.F.M. Conv., vice-gerente de Roma, e por Giuseppe Maria Pietro Raffaele Castellani, O.S.A., sacristão papal.
Após 4 anos na diocese, foi elevado a arcebispo-titular de Atenas em 21 de dezembro de 1857, quando foi nomeado Internúncio apostólico no Brasil, enviado ao Império em 30 de março de 1858, numa posição muito delicada, nada cobiçada na Cúria, pelas posições políticas no país, então imiscuídas com a própria religião. Chamado de volta a Roma, em 14 de agosto de 1863 foi nomeado núncio apostólico na Áustria-Hungria. Lá, atuou nas questões internas eclesiásticas, nas tendências de uma evolução liberal da sociedade austríaca e combateu o decreto húngaro que penalizava fortemente a presença religiosa no ensino público.
Foi criado cardeal pelo Papa Pio IX no Consistório de 22 de dezembro de 1873, quando foi anunciado seu título de cardeal-presbítero de São Marcelo. Neste momento, cessava sua nunciatura, não sem antes receber a Grã-cruz da Ordem de Santo Estêvão da Húngria.
Morreu em 29 de maio de 1874, em Roma, sem ter recebido seu barrete cardinalício. Foi velado na basílica de Santa Maria in Trastevere e sepultado, temporariamente, na Capela de San Lorenzo, no Campo di Verano, até ser transferido para a capela do cemitério de Assis.